# Непреднамеренные последствия
В общественных науках, непреднамеренные последствия (иногда неожиданные последствия, непредвиденные последствия или несчастные случаи) — вызванные целенаправленным действием неожиданные, непредвиденные и непреднамеренные результаты. Термин популяризовал в двадцатом веке американский социолог Роберт Кинг Мертон.
Непреднамеренные последствия могут быть сгруппированы в три типа:
- Неожиданная польза: Положительная, неожиданная выгода (также называемая удачей).
- Неожиданный недостаток: Негативный, неожиданный вред, полученный в дополнение к желаемому результату (например, ирригация предоставляет воду для сельского хозяйства, но может увеличить заболеваемость находящимися в воде паразитами, такими как шистосомоз).
- Противоположный результат: Полученный эффект, противоположный изначально планируемому (когда преднамеренное решение делает проблему хуже. См. эффект кобры).

## Причины
Возможные причины непреднамеренных последствий включают присущую миру сложность, человеческую глупость, самообман, ошибки учёта человеческой природы или иных когнитивных и эмоциональных искажений.
Роберт Кинг Мертон в 1936 перечислил пять возможных причин непреднамеренных последствий:
1. Невежество, делающее невозможным предвидеть всё, а потому ведущее к неполному анализу.
2. Ошибки в анализе проблемы или привычки, работавшие в прошлом, но, возможно, не применимые в текущей ситуации.
3. Немедленный результат перевешивает долгосрочные последствия.
4. Базовые ценности, требующие или запрещающие определённые действия, даже если долгосрочный результат может быть нежелательным (долгосрочные последствия могут в конечном счёте повлечь изменения в базовых ценностях).
5. Самоотменяющиеся пророчества.